# Dendragapus obscurus
La pernice blu o tetraone blu  (Dendragapus obscurus (Say, 1822)) è un uccello, appartenente alla famiglia dei Fagianidi e del genere Dendragapus, originario delle Montagne Rocciose del Nord America.
Questo uccello è strettamente imparentato con la Pernice fuligginosa (Dendragapus fuliginosus (Ridgway, 1873)) e, in passato, sono state considerate come un'unica specie.

## Descrizione
I maschi hanno una grossa coda piatta con la punta delle penne di colore grigio, il corpo è di colore scuro e presentano una sacca dove la gola di colore rosso-viola, mentre la parte superiore degli occhi è di colore giallo. Le femmine sono meno appariscenti e hanno il corpo bruno con macchie più chiare e più scure.

## Distribuzione e habitat
Questa specie vive ai bordi di foreste miste e di conifere tipiche delle regioni montane del Nord America che vanno dal sud-est dell'Alaska al sud del Nuovo Messico. Sono animali stanziali e percorrono bravi distanze camminando o compiendo piccoli voli, durante l'inverno hanno l'abitudine a spostarsi a quote maggiori. Nidificano in luoghi cespugliosi deponendo le uova in un buco poco profondo scavato nel terreno.